# Consorti dei sovrani di Brandeburgo

## Margravie di Brandeburgo, 1157–1356
| Casato d'Ascania |                               |                                                          |                          |                                |                                                   |                                                   |                                        |             |
| Immagine | Nome                          | Padre                                                    | Nascita                  | Matrimonio                     | Diventò Margravia                                 | Cessò di essere Margravia                         | Morte                                  | Coniuge     |
| | Sofia di Winzenburg           | Ermanno I, Conte di Winzenburg                           | -                        | 1124, dopo il 7 dicembre       | 3 ottobre 1157 ascesa del marito                  | 25 marzo 1160                                     | 25 marzo 1160                          | Alberto I   |
| | Giuditta di Polonia           | Bolesław III Boccastorta (Piast)                         | 1130/5                   | 6 gennaio 1148                 | 18 novembre 1170 ascesa del marito                | 8 luglio 1171/5                                   | 8 luglio 1171/5                        | Ottone I    |
| | Ada d'Olanda                  | Fiorenzo III, Conte d'Olanda (Olanda)                    | 1163/6                   | dopo il 1171/5                 | dopo il 1171/5                                    | 8 luglio 1184 morte del marito                    | dopo il 1205                           | Ottone I    |
| | Matilde di Landsberg          | Corrado II, Margravio di Lusazia (Wettin)                | -                        | August 1205                    | August 1205                                       | 25 febbraio 1220 morte del marito                 | 1255                                   | Alberto II  |
| | Sofia di Danimarca            | Valdemaro II di Danimarca (Estridsen)                    | 1217                     | 1233/35                        | 1233/35                                           | 2 novembre 1247                                   | 2 novembre 1247                        | Giovanni I  |
| | Brigida di Sassonia           | Alberto I, Duca di Sassonia (Ascania)                    | -                        | 7 maggio 1255                  | 7 maggio 1255                                     | 3 giugno 1266 o 2 febbraio 1267 morte del marito  | prima del 23 dicembre 1287             | Giovanni I  |
| | Beatrice di Boemia            | Venceslao I di Boemia (Přemislidi)                       | 1230/31                  | prima del giugno 1243          | prima del giugno 1243                             | 9 ottobre 1267 morte del marito                   | 27 May 1290                            | Ottone III  |
| Dal 1266 al 1319, il Brandeburgo fu detenuto dale due linee di Brandeburgo-Stendal e Brandeburgo-Salzwedel, i quali condivisero congiuntamente il titolo di Margravia.                                                          |                               |                                                          |                          |                                |                                                   |                                                   |                                        |             |
| Margravie di Brandeburgo-Stendal Casato d'Ascania |                               |                                                          |                          |                                |                                                   |                                                   |                                        |             |
| | Edvige di Werle               | Nicola I, signore di Werle (Meclemburgo-Werle)           | 1243                     | 1258/62                        | 3 giugno 1266 o 2 febbraio 1267 ascesa del marito | 10 settembre 1281 morte del marito                | 9 settembre 1287                       | Giovanni II |
| | Heilwig di Holstein           | Giovanni I, Conte Holstein-Kiel (Schauenburg)            | 1250                     | 29 gennaio 1262                | 3 giugno 1266 o 2 febbraio 1267 ascesa del marito | 3 gennaio 1305/1307                               | 3 gennaio 1305/1307                    | Ottone IV   |
| | Costanza della Grande Polonia | Przemysł I della Grande Polonia (Piast)                  | 1245/46                  | 1260                           | 3 giugno 1266 o 2 febbraio 1267 ascesa del marito | 8 ottobre 1281                                    | 8 ottobre 1281                         | Corrado     |
| | Agnese di Baviera             | Luigi II, Duca di Baviera (Wittelsbach)                  | 1276/78                  | novembre 1298 o 19 maggio 1303 | novembre 1298 o 19 maggio 1303                    | 14 febbraio 1318 morte del marito                 | 1340 o 22 luglio 1345                  | Enrico I    |
| | Agnese di Brandeburgo         | Ermanno, Margravio di Brandeburgo (Ascania)              | 1296/98                  | maggio o ottobre 1309          | 14 febbraio 1318 ascesa del marito                | 14 agosto 1319 morte del marito                   | 28 novembre 1334                       | Valdemaro   |
| Margravie di Brandeburgo-Salzwedel Casato d'Ascania |                               |                                                          |                          |                                |                                                   |                                                   |                                        |             |
| | Jutta di Henneberg            | Ermanno I, Conte di Henneberg-Coburg (Henneberg)         | -                        | 22 ottobre 1268                | 22 ottobre 1268                                   | prima del 13 settembre 1295                       | prima del 13 settembre 1295            | Ottone V    |
| | Matilde di Danimarca          | Cristoforo I di Danimarca (Estridsen)                    | -                        | 1269 o 1271                    | 1269 o 1271                                       | 23 aprile 1299/19 novembre 1300 o 1311            | 23 aprile 1299/19 novembre 1300 o 1311 | Alberto III |
| | Edvige d'Asburgo              | Rodolfo I di Germania (Asburgo)                          | 1258–1261                | 1279                           | 1279                                              | 26 gennaio 1285/27 ottobre 1286                   | 26 gennaio 1285/27 ottobre 1286        | Ottone VI   |
| | Anna d'Austria                | Alberto I di Germania (Asburgo)                          | 1275/80                  | 1279                           | 23/24 agosto 1298 ascesa del marito               | 1 gennaio 1308 morte del marito                   | 19 marzo 1327                          | Ermanno     |
| | Caterina di Glogau            | Enrico III, Duca di Glogau (Piast)                       | 1300/05                  | prima del 24 marzo 1317        | prima del 24 marzo 1317                           | 24 marzo 1317 morte del marito                    | 5 dicembre 1323/26                     | Giovanni V  |
| Dopo l'estinzione della dinastia degli Ascanidi nel 1320, il Brandeburgo passò sotto il controllo dell'imperatore Ludovico IV del casato di Wittelsbach, che concesse il Brandeburgo al figlio maggiore, Ludovico V di Baviera. |                               |                                                          |                          |                                |                                                   |                                                   |                                        |             |
| Casato di Wittelsbach |                               |                                                          |                          |                                |                                                   |                                                   |                                        |             |
| | Margherita di Danimarca       | Cristoforo II di Danimarca (Estridsen)                   | 1305                     | dicembre 1324                  | dicembre 1324                                     | 19 marzo/31 maggio 1340                           | 19 marzo/31 maggio 1340                | Luigi I     |
| | Margarete Maultasch           | Enrico, Duca del Tirolo e Conte di Carinzia (Mainardini) | 1318                     | 10 febbraio 1342               | 10 febbraio 1342                                  | dicembre 1351 abdicazione del marito              | 3 October 1369                         | Luigi I     |
| | Cunegonda di Polonia          | Casimiro III di Polonia (Piast)                          | prima del 16 maggio 1335 | 1 gennaio/25 luglio 1352       | 1 gennaio/25 luglio 1352                          | 10 gennaio 1356 elevato allo status di Elettorato | 26 aprile 1357                         | Luigi II    |
| Con la bolla d'oro del 1356 il Margraviato fu elevato ad Elettorato. |                               |                                                          |                          |                                |                                                   |                                                   |                                        |             |

## Elettrici di Brandeburgo, 1356–1806
| Casato di Wittelsbach |                                         |                                                                                |                          |                            |                                                   |                                                                                       |                   |                        |
| Immagine | Nome                                    | Padre                                                                          | Nascita                  | Matrimonio                 | Diventò Elettrice                                 | Cessò di essere Elettrice                                                             | Morte             | Coniuge                |
| | Cunegonda di Polonia                    | Casimiro III di Polonia (Piast)                                                | prima del 16 maggio 1335 | 1 gennaio/25 luglio 1352   | 10 gennaio 1356 elevato allo status di Elettorato | 26 aprile 1357                                                                        | 26 aprile 1357    | Luigi II               |
| | Ingeborg di Meclemburgo-Schwerin        | Alberto II, Duca di Meclemburgo (Meclenburgo-Schwerin)                         | 1340                     | 15 febbraio 1360           | 15 febbraio 1360                                  | 17 maggio 1365 morte del marito                                                       | 25 luglio 1395    | Luigi II               |
| | Caterina di Boemia                      | Carlo IV, Sacro Romano Imperatore (Lussemburgo)                                | 19 agosto 1342           | 19 marzo 1366              | 19 marzo 1366                                     | 18 agosto 1373 abdicazione del marito, mantenne la dignità elettorale fino alla morte | 26 aprile 1395    | Ottone VII             |
| L'imperatore Carlo IV invase il Brandeburgo nel 1371 poiché Ottone trascurava il suo governo. Due anni più tardi Ottone si dimise ufficialmente dietro un'enorme compensazione finanziaria e si ritirò in Baviera. Questa fu la fine della sovranità dei Wittelsbach sul Brandeburgo. |                                         |                                                                                |                          |                            |                                                   |                                                                                       |                   |                        |
| Casata di Lussemburgo |                                         |                                                                                |                          |                            |                                                   |                                                                                       |                   |                        |
| Immagine | Nome                                    | Padre                                                                          | Nascita                  | Matrimonio                 | Diventò Elettrice                                 | Cessò di essere Elettrice                                                             | Morte             | Coniuge                |
| | Giovanna di Baviera                     | Alberto I, Duca di Baviera (Wittelsbach)                                       | 1362                     | 29 settembre 1370          | 2 ottobre 1373 ascesa del marito                  | 29 novembre 1378 il marito abbandona il titolo                                        | 31 dicembre 1386  | Venceslao I            |
| | Maria d'Ungheria                        | Luigi I d'Ungheria (Angiò d'Ungheria)                                          | 1371                     | 31 marzo 1378              | 31 marzo 1378                                     | 1388 Brandeburgo ipotecato                                                            | 17 maggio 1395    | Sigismondo             |
| | Agnese di Opole                         | Bolko II di Opole (Piast)                                                      | -                        | 1374                       | 1388 ascesa del marito                            | 18 gennaio 1411 morte del marito                                                      | 1 aprile 1413     | Jobst                  |
| | Barbara di Cilli                        | Ermanno II di Cilli (Celje)                                                    | 1390/1395                | 1408                       | 16 gennaio 1411 ascesa del marito                 | 30 aprile 1415 il maritò cessò di essere Elettore                                     | 11 luglio 1451    | Sigismondo             |
| Casato di Hohenzollern |                                         |                                                                                |                          |                            |                                                   |                                                                                       |                   |                        |
| Immagine | Nome                                    | Padre                                                                          | Nascita                  | Matrimonio                 | Diventò Elettrice                                 | Cessò di essere Elettrice                                                             | Morte             | Coniuge                |
| | Elisabetta di Baviera                   | Federico, Duca di Baviera (Wittelsbach)                                        | 1383                     | 18 settembre 1401          | 30 aprile 1415 ascesa del marito                  | 20 settembre 1440 morte del marito                                                    | 13 novembre 1442  | Federico I             |
| | Caterina di Sassonia                    | Federico I, Elettore di Sassonia (Wettin)                                      | 1421                     | 11 giugno 1441             | 11 giugno 1441                                    | 1470 abdicazione del marito                                                           | 23 agosto 1476    | Federico II            |
| | Anna di Sassonia                        | Federico II, Elettore di Sassonia (Wettin)                                     | 7 marzo 1437             | 12 novembre 1458           | 1471 ascesa del marito                            | 11 marzo 1486 morte del marito                                                        | 31 ottobre 1512   | Alberto III Achille    |
| | Margherita di Turingia                  | Guglielmo III di Sassonia, Duca di Lussemburgo (Wettin)                        | 1449                     | 25 agosto 1476             | 11 marzo 1486 ascesa del marito                   | 9 gennaio 1499 morte del marito                                                       | 13 luglio 1501    | Giovanni Cicerone      |
| | Elisabetta di Danimarca                 | Giovanni di Danimarca (Oldenburg)                                              | 24 giugno 1485           | 10 aprile 1502             | 10 aprile 1502                                    | 11 luglio 1535 morte del marito                                                       | 10 giugno 1555    | Gioacchino I Nestore   |
| | Edvige di Polonia                       | Sigismondo I il Vecchio (Jagelloni)                                            | 15 marzo 1513            | 29 agosto/1 settembre 1535 | 29 agosto/1 settembre 1535                        | 3 gennaio 1571 abdicazione del marito                                                 | 7 febbraio 1573   | Gioacchino II Hector   |
| | Sabina di Brandeburgo-Ansbach           | Giorgio, Margravio di Brandeburgo-Ansbach (Hohenzollern)                       | 12 maggio 1529           | 12 febbraio 1548           | 3 gennaio 1571 ascesa del marito                  | 2 novembre 1575                                                                       | 2 novembre 1575   | Giovanni Giorgio       |
| | Elisabetta di Anhalt-Zerbst             | Gioacchino Ernesto, Principe di Anhalt (Hohenzollern)                          | 5/15 settembre 1563      | 6 ottobre 1577             | 6 ottobre 1577                                    | 8 gennaio 1598 morte del marito                                                       | 8 ottobre 1607    | Giovanni Giorgio       |
| | Caterina di Brandeburgo-Küstrin         | Giovanni, Margravio di Brandeburgo-Küstrin (Hohenzollern)                      | 10 agosto 1549           | 8 gennaio 1570             | 8 gennaio 1598 ascesa del marito                  | 30 settembre 1602                                                                     | 30 settembre 1602 | Gioacchino Federico    |
| | Eleonora di Prussia                     | Alberto Federico, Duca di Prussia (Hohenzollern)                               | 21 agosto 1583           | 23 ottobre 1603            | 23 ottobre 1603                                   | 9 aprile 1607                                                                         | 9 aprile 1607     | Gioacchino Federico    |
| | Anna di Prussia                         | Alberto Federico, Duca di Prussia (Hohenzollern)                               | 3 luglio 1576            | 30 ottobre 1594            | 18 luglio 1608 ascesa del marito                  | 23 dicembre 1619 morte del marito                                                     | 30 agosto 1625    | Giovanni Sigismondo    |
| | Elisabetta Carlotta del Palatinato      | Federico IV, elettore palatino (Palatinato-Simmern)                            | 19 novembre 1597         | 24 luglio 1616             | 23 dicembre 1619 ascesa del marito                | 1 dicembre 1640 morte del marito                                                      | 26 aprile 1660    | Giorgio Guglielmo      |
| | Luisa Enrichetta d'Orange-Nassau        | Federico Enrico, Principe d'Orange (Orange-Nassau)                             | 7 dicembre 1627          | 7 dicembre 1646            | 7 dicembre 1646                                   | 18 giugno 1667                                                                        | 18 giugno 1667    | Federico Guglielmo I   |
| | Sofia Dorotea di Schleswig-Holstein     | Filippo, Duca di Schleswig-Holstein (Schleswig-Holstein-Sonderburg-Glücksburg) | 28 settembre 1636        | 13 giugno 1668             | 13 giugno 1668                                    | 29 aprile 1688 morte del marito                                                       | 6 agosto 1689     | Federico Guglielmo I   |
| | Sofia Carlotta di Hannover              | Ernesto Augusto, Elettore di Hannover (Hannover)                               | 30 ottobre 1668          | 8 ottobre 1684             | 29 aprile 1688 ascesa del marito                  | 1 febbraio 1705                                                                       | 1 febbraio 1705   | Federico III           |
| | Sofia Luisa di Meclemburgo-Schwerin     | Federico, Duca di Meclemburgo-Grabow (Meclemburgo-Schwerin)                    | 6 maggio 1685            | 28 novembre 1708           | 28 novembre 1708                                  | 25 febbraio 1713 morte del marito                                                     | 29 luglio 1735    | Federico III           |
| | Sofia Dorotea di Hannover               | Giorgio I di Gran Bretagna (Hannover)                                          | 16 marzo 1687            | 28 novembre 1706           | 25 febbraio 1713 ascesa del marito                | 31 maggio 1740 morte del marito                                                       | 28 giugno 1757    | Federico Guglielmo II  |
| | Elisabetta Cristina di Brunswick-Bevern | Ferdinando Alberto II, Duca di Brunswick-Lüneburg (Brunswick-Bevern)           | 8 novembre 1715          | 12 giugno 1733             | 31 maggio 1740 ascesa del marito                  | 17 agosto 1786 morte del marito                                                       | 13 gennaio 1797   | Federico IV            |
| | Federica Luisa d'Assia-Darmstadt        | Luigi IX, Langravio d'Assia-Darmstadt (Assia-Darmstadt)                        | 16 ottobre 1751          | 14 luglio 1769             | 17 agosto 1786 ascesa del marito                  | 16 novembre 1797 morte del marito                                                     | 25 febbraio 1805  | Federico Guglielmo III |
| | Luisa di Meclemburgo-Strelitz           | Carlo II, Granduca di Meclemburgo-Strelitz (Meclemburgo-Strelitz)              | 10 marzo 1776            | 24 dicembre 1793           | 16 novembre 1797 ascesa del marito                | 6 agosto 1806 dissoluzione del Sacro Romano Impero                                    | 9 luglio 1810     | Federico Guglielmo IV  |
| Il 6 agosto 1806 la designazione feudale di Elettorato e Margraviato di Brandeburgo terminò con la dissoluzione del Sacro Romano Impero. |                                         |                                                                                |                          |                            |                                                   |                                                                                       |                   |                        |

## Margravie di Brandeburgo-Ansbach, 1398–1791
| Casato di Hohenzollern |                                                |                                                                        |                  |                   |                                    |                                        |                   |                                  |
| Immagine | Nome                                           | Padre                                                                  | Nascita          | Matrimonio        | Diventò Margravia                  | Cessò di essere Margravia              | Morte             | Coniuge                          |
| | Elisabetta di Baviera                          | Federico, Duca di Baviera (Wittelsbach)                                | 1383             | 18 settembre 1401 | 11 giugno 1420 ascesa del marito   | 20 settembre 1440 morte del marito     | 13 novembre 1442  | Federico I                       |
| | Margherita di Baden                            | Giacomo, Margravio di Baden-Baden (Zähringen)                          | 1431             | 12 novembre 1446  | 1457 ascesa del marito             | 24 ottobre 1457                        | 24 ottobre 1457   | Alberto III Achille              |
| | Anna di Sassonia                               | Federic II, Elettore di Sassonia (Wettin)                              | 7 marzo 1437     | 12 novembre 1458  | 12 novembre 1458                   | 11 marzo 1486 morte del marito         | 31 ottobre 1512   | Alberto III Achille              |
| | Sofia di Polonia                               | Casimiro IV di Polonia (Jagelloni)                                     | 6 maggio 1464    | 14 febbraio 1479  | 26 febbraio 1495 ascesa del marito | 5 ottobre 1512                         | 5 ottobre 1512    | Federico II                      |
| | Emilia di Sassonia                             | Enrico IV, Duca di Sassonia (Wettin)                                   | 27 luglio 1516   | 25 agosto 1533    | 4 aprile 1536 ascesa del marito    | 27 dicembre 1543 morte del marito      | 9 aprile 1591     | Giorgio                          |
| | Elisabetta di Brandeburgo-Küstrin              | Giovanni, Margravio di Brandeburgo-Küstrin (Hohenzollern)              | 29 agosto 1540   | 26 dicembre 1558  | 26 dicembre 1558                   | 8 marzo 1578                           | 8 marzo 1578      | Giorgio Federico                 |
| | Sofia di Brunswick-Lüneburg                    | Guglielmo il Giovane, Duca di Brunswick-Lüneburg (Welf)                | 30 ottobre 1563  | 3 maggio 1579     | 3 maggio 1579                      | 25 aprile 1603 morte del marito        | 14 gennaio 1639   | Giorgio Federico                 |
| | Sofia di Solms-Laubach                         | Giovanni Giorgio I, Conte di Solms-Laubach (Solms-Laubach)             | 15 maggio 1594   | 14 ottobre 1612   | 14 ottobre 1612                    | 7 marzo 1625 morte del marito          | 16 maggio 1651    | Gioacchino Ernesto               |
| | Enrichetta Luisa di Württemberg-Mömpelgard     | Luigi Federico, Duca di Württemberg-Mömpelgard (Württemberg)           | 30 giugno 1623   | 31 agosto 1642    | 31 agosto 1642                     | 3 settembre 1650                       | 3 settembre 1650  | Alberto II                       |
| | Sofia Margherita di Oettingen-Oettingen        | Gioacchino Ernesto, Conte di Oettingen-Oettingen (Oettingen-Oettingen) | 19 dicembre 1634 | 15 ottobre 1651   | 15 ottobre 1651                    | 5 agosto 1664                          | 5 agosto 1664     | Alberto II                       |
| | Cristina di Baden-Durlach                      | Federico VI, Margravio di Baden-Durlach (Zähringen)                    | 22 aprile 1645   | 6 agosto 1665     | 6 agosto 1665                      | 22 ottobre 1667 morte del marito       | 21 dicembre 1705  | Alberto II                       |
| | Giovanna Elisabetta di Baden-Durlach           | Federico VI, Margravio di Baden-Durlac (Zähringen)                     | 6 novembre 1651  | 5 febbraio 1672   | 5 febbraio 1672                    | 28 settembre 1680                      | 28 settembre 1680 | Giovanni Federico di Brandeburgo |
| | Eleonora Erdmuthe di Sassonia-Eisenach         | Giovanni Giorgio I, Duca di Sassonia-Eisenach (Wettin)                 | 13 aprile 1662   | 4 novembre 1681   | 4 novembre 1681                    | 22 marzo 1686 morte del marito         | 19 settembre 1696 | Giovanni Federico di Brandeburgo |
| | Cristiana Carlotta di Württemberg-Winnental    | Federico Carlo, Duca di Württemberg-Winnental (Württemberg)            | 20 agosto 1694   | 28 agosto 1709    | 28 agosto 1709                     | 7 gennaio 1723 morte del marito        | 25 dicembre 1729  | Guglielmo Federico               |
| | Federica Luisa di Prussia                      | Federico Guglielmo I di Prussia (Hohenzollern)                         | 29 agosto 1714   | 30 maggio 1729    | 30 maggio 1729                     | 3 agosto 1757 morte del marito         | 4 febbraio 1784   | Carlo Guglielmo                  |
| | Federica Carolina di Sassonia-Coburgo-Saalfeld | Francesco Giosea, Duca di Sassoni-Coburgo-Saalfeld (Wettin)            | 24 giugno 1735   | 22 novembre 1754  | 3 agosto 1757 ascesa del marito    | 18 febbraio 1791                       | 18 febbraio 1791  | Carlo Alessandro                 |
| | Elizabeth Berkeley                             | Augustus Berkeley, IV conte di Berkeley (Berkeley)                     | 17 dicembre 1750 | 30 ottobre 1791   | 30 ottobre 1791                    | 2 dicembre 1791 abdicazione del marito | 13 gennaio 1828   | Carlo Alessandro                 |
| Il 2 dicembre 1791, Cristiano II Federico cedette la sovranità dei suoi principati al re Federico Guglielmo II di Prussia. |                                                |                                                                        |                  |                   |                                    |                                        |                   |                                  |

## Margravie di Brandeburgo-Kulmbach, 1398–1604
| Casato di Hohenzollern                                                                                |                                   |                                                           |                   |                          |                                     |                                    |                  |                     |
| Immagine                                                                                              | Nome                              | Padre                                                     | Nascita           | Matrimonio               | Diventò Margravia                   | Cessò di essere Margravia          | Morte            | Coniuge             |
| | Margherita di Boemia              | Carlo IV, Sacro Romano Imperatore (Lussemburgo)           | 29 settembre 1373 | 1381                     | 21 gennaio 1398 ascesa del marito   | 4 giugno 1410                      | 4 giugno 1410    | Giovanni I          |
| | Elisabetta di Baviera             | Federico, Duca di Baviera (Wittelsbach)                   | 1383              | 18 settembre 1401        | 11 giugno 1420 ascesa del marito    | 20 settembre 1440 morte del marito | 13 novembre 1442 | Federico I          |
| | Barbara di Sassonia-Wittenberg    | Rodolfo III, Duca di Sassonia-Wittenberg (Ascania)        | dopo il 1406      | prima del 26 maggio 1416 | 20 settembre 1440 ascesa del marito | 1457 abdicazione del marito        | 10 ottobre 1465  | Giovanni II         |
| | Margherita di Baden               | Giacomo, Margravio di Baden-Baden (Zähringen)             | 1431              | 12 novembre 1446         | 1457 ascesa del marito              | 24 ottobre 1457                    | 24 ottobre 1457  | Alberto III Achille |
| | Anna di Sassonia                  | Federico II, Elettore di Sassonia (Wettin)                | 7 marzo 1437      | 12 novembre 1458         | 12 novembre 1458                    | 11 marzo 1486 morte del marito     | 31 ottobre 1512  | Alberto III Achille |
| | Sofia di Polonia                  | Casimiro IV di Polonia (Jagelloni)                        | 6 maggio 1464     | 14 febbraio 1479         | 26 febbraio 1495 ascesa del marito  | 5 ottobre 1512                     | 5 ottobre 1512   | Federico II         |
| | Susanna di Baviera                | Alberto IV, Duca di Baviera (Wittelsbach)                 | 2 aprile 1502     | 25 agosto 1518           | 25 agosto 1518                      | 21 settembre 1527 morte del marito | 23 aprile 1543   | Casimiro            |
| | Elisabetta di Brandeburgo-Küstrin | Giovanni, Margravio di Brandeburgo-Küstrin (Hohenzollern) | 29 agosto 1540    | 26 dicembre 1558         | 26 dicembre 1558                    | 8 marzo 1578                       | 8 marzo 1578     | Giorgio Federico    |
| | Sofia di Brunswick-Lüneburg       | Guglielmo il Giovane, Duca di Brunswick-Lüneburg (Welf)   | 30 ottobre 1563   | 3 maggio 1579            | 3 maggio 1579                       | 25 aprile 1603 morte del marito    | 14 gennaio 1639  | Giorgio Federico    |
| Cristiano, Margravio di Brandnburgo-Kulmbach, spostò la sede del suo Margraviato a Bayreuth nel 1604. |                                   |                                                           |                   |                          |                                     |                                    |                  |                     |

## Margravie di Brandeburgo-Bayreuth, 1604–1791
| Casato di Hohenzollern |                                                      |                                                                   |                   |                   |                                    |                                        |                  |                    |
| Immagine | Nome                                                 | Padre                                                             | Nascita           | Matrimonio        | Diventò Margravia                  | Cessò di essere Margravia              | Morte            | Coniuge            |
| | Maria di Prussia                                     | Alberto Federico, Duca di Prussia (Hohenzollern)                  | 23 gennaio 1579   | 29 aprile 1604    | 1604 ascesa del marito             | 21 febbraio 1649                       | 21 febbraio 1649 | Cristiano          |
| | Erdmute Sofia di Sassonia                            | Giovanni Giorgio II, Elettore si Sassonia (Wettin)                | 25 febbraio 1644  | 29 ottobre 1662   | 29 ottobre 1662                    | 22 giugno 1670                         | 22 giugno 1670   | Cristiano Ernesto  |
| | Sofia Luisa di Württemberg                           | Eberardo III, Duca di Württemberg (Württemberg)                   | 19 febbraio 1642  | 8 febbraio 1671   | 8 febbraio 1671                    | 3 ottobre 1702                         | 3 ottobre 1702   | Cristiano Ernesto  |
| | Elisabetta Sofia di Brandeburgo                      | Federico Guglielmo I, Elettore di Brandeburgo (Hohenzollern)      | 5 aprile 1674     | 30 marzo 1703     | 30 marzo 1703                      | 20 maggio 1712 morte del marito        | 22 novembre 1748 | Cristiano Ernesto  |
| | Sofia di Sassonia-Weissenfels                        | Giovanni Adolfo I, Duca di Sassonia-Weissenfels (Wettin)          | 2 agosto 1684     | 16 ottobre 1699   | 20 maggio 1712 ascesa del marito   | 18 dicembre 1726 morte del marito      | 6 maggio 1752    | Giorgio Guglielmo  |
| | Guglielmina di Prussia                               | Federico Guglielmo I di Prussia (Hohenzollern)                    | 3 luglio 1709     | 30 novembre 1731  | 17 maggio 1735 ascesa del marito   | 14 ottobre 1758                        | 14 ottobre 1758  | Federico IV        |
| | Sofia Carolina Maria di Brunswick-Wolfenbüttel       | Carlo I, Duca di Brunswick-Wolfenbüttel (Welf)                    | 7 ottobre 1737    | 20 settembre 1759 | 20 settembre 1759                  | 26 febbraio 1763 morte del marito      | 23 dicembre 1817 | Federico IV        |
| | Vittoria Carlotta di Anhalt-Bernburg-Schaumburg-Hoym | Vittorio I, Principe di Anhalt-Bernburg-Schaumburg-Hoym (Ascania) | 25 settembre 1715 | 26 aprile 1732    | 26 febbraio 1763 ascesa del marito | 1764 divorzio                          | 4 febbraio 1792  | Federico Cristiano |
| | Federica Carolina di Sassonia-Coburgo-Saalfeld       | Francesco Giosea, Duca di Sassonia-Coburgo-Saalfeld (Wettin)      | 24 giugno 1735    | 22 novembre 1754  | 20 gennaio 1769 ascesa del marito  | 18 febbraio 1791                       | 18 febbraio 1791 | Carlo Alessandro   |
| | Elizabeth Berkeley                                   | Augustus Berkeley, IV conte di Berkeley (Berkeley)                | 17 dicembre 1750  | 30 ottobre 1791   | 30 ottobre 1791                    | 2 dicembre 1791 abdicazione del marito | 13 gennaio 1828  | Carlo Alessandro   |
| Il 2 dicembre 1791, Cristiano II Federico cedette la sovranità dei suoi principati al re Federico Guglielmo II di Prussia. |                                                      |                                                                   |                   |                   |                                    |                                        |                  |                    |

### Margravie di Brandeburgo-Bayreuth-Kulmbach, 1655–1726
| Casato di Hohenzollern                                                     |                                                              | |                  |                  |                                 |                                   |                  |                        |
| Immagine                                                                   | Nome                                                         | Padre                                                                                                | Nascita          | Matrimonio       | Diventò Margravia               | Cessò di essere Margravia         | Morte            | Coniuge                |
|                                                                            | Maria Elisabetta di Schleswig-Holstein-Sonderburg-Glücksburg | Filippo, duca di Schleswig-Holstein-Sonderburg-Glücksburg (Schleswig-Holstein-Sonderburg-Glücksburg) | 26 luglio 1628   | 10 dicembre 1651 | 11 marzo 1486 ascesa del marito | 6 giugno 1664                     | 6 giugno 1664    | Giorgio Alberto        |
|                                                                            | Sofia Maria di Solms-Baruth                                  | (Solms-Baruth)                                                                                       | 5 March 1626     | 11 November 1665 | 11 November 1665                | 27 September 1666 husband's death | 16 April 1688    | Giorgio Alberto        |
|                                                                            | Sofia Cristiana di Wolfstein                                 | Alberto Federico, Conte di Wolfstein-Sulzbürg (Wolfstein)                                            | 24 ottobre 1667  | 14 agosto 1687   | 14 agosto 1687                  | 5 aprile 1708 morte del marito    | 23 agosto 1737   | Cristiano Enrico       |
|                                                                            | Dorotea di Schleswig-Holstein-Sonderburg-Beck                | Federico Luigi, duca di Schleswig-Holstein-Sonderburg-Beck (Schleswig-Holstein-Sonderburg-Beck)      | 24 novembre 1685 | 17 aprile 1709   | 17 aprile 1709                  | 1724 matrimonio disciolto         | 25 dicembre 1761 | Giorgio Federico Carlo |
| Nel 1726 Giorgio Federico Carlo divenne margravio di Brandeburgo-Bayreuth. |                                                              | |                  |                  |                                 |                                   |                  |                        |

## Margravie di Brandeburgo-Küstrin, 1535–1571
| Casato di Hohenzollern                                                                                     |                                    |                                             |         |                  |                   |                                  |                |          |
| Immagine                                                                                                   | Nome                               | Padre                                       | Nascita | Matrimonio       | Diventò Margravia | Cessò di essere Margravia        | Morte          | Coniuge  |
| | Caterina di Brunswick-Wolfenbüttel | Enrico V, duca di Brunswick-Lüneburg (Welf) | 1518    | 31 dicembre 1537 | 31 dicembre 1537  | 13 gennaio 1571 morte del marito | 16 maggio 1574 | Giovanni |
| Il Margraviato di Brandeburgo-Küstrin fu assorbito nel 1571 nel Margraviato ed Elettorato di Brandeburgo.. |                                    |                                             |         |                  |                   |                                  |                |          |

## Margravie di Brandeburgo-Schwedt, 1688–1788
| Casato di Hohenzollern                                 |                                    |                                                          |                  |                  |                                |                                   |                  |                    |
| Immagine                                               | Nome                               | Padre                                                    | Nascita          | Matrimonio       | Diventò Margravia              | Cessò di essere Margravia         | Morte            | Coniuge            |
|                                                        | Giovanna Carlotta di Anhalt-Dessau | Giovanni Giorgio II, principe di Anhalt-Dessau (Ascania) | 6 aprile 1682    | 25 gennaio 1699  | 25 gennaio 1699                | 19 dicembre 1711 morte del marito | 31 marzo 1750    | Filippo Guglielmo  |
|                                                        | Sofia Dorotea di Prussia           | Federico Guglielmo I di Prussia (Hohenzollern)           | 25 gennaio 1719  | 10 novembre 1734 | 10 novembre 1734               | 13 novembre 1765                  | 13 novembre 1765 | Federico Guglielmo |
|                                                        | Leopoldina Maria di Anhalt-Dessau  | Leopoldo I, Principe di Anhalt-Dessau (Ascania)          | 12 dicembre 1716 | 13 febbraio 1739 | 4 marzo 1771 ascesa del marito | 27 gennaio 1782                   | 27 gennaio 1782  | Federico Enrico    |
| Nel 1788 il titolo fu incorporato al Regno di Prussia. |                                    |                                                          |                  |                  |                                |                                   |                  |                    |